# プライミーバル
『プライミーバル』（原題：Primeval）は、インポッシブル・ピクチャーズが制作した、イギリスのSFテレビドラマ。イギリスの各地に時空の亀裂が出現し、それを介して現代に侵入した古生物や未来生物に研究者らが対処する。人間同士の裏切り、殺人、イギリス軍の謀略をストーリーに組み込みながら、未知の生物と調査チームの戦いが描かれる。
ティム・ヘインズとエイドリアン・ホッジスが中心となってコンセプトを立案し、2007年2月にITVで第1章第1話「太古への扉」の放送が開始された。2009年には同年に放送された第3章第10話「サイト333」の放送を以ての打ち切りが発表されたが、イギリス国内外の複数の放送局による出資を受け、打ち切りを回避して新たに2シーズン13エピソード分の続編制作が発表された。第5章の続編は制作されなかったものの、カナダ版スピンオフ『ジュラシック・ニューワールド』（原題：Primeval New World）がインポッシブル・ピクチャーズとスペースにより制作され、2012年に放送された。ただし、こちらは1シーズン限りで打ち切りとなった。
日本では『恐竜SFドラマ プライミーバル』として2009年1月にNHK総合で第1章の公開が開始され、2か国語で放送された。日本での放送にあたっては国立科学博物館の冨田幸光が古生物監修を担当した。日本でのレギュラー放送は2010年に放送された第3章を以て終了したが、2019年9月8日には日本テレビ『Hulu傑作シアター』で「太古への扉」が放送された。

## あらすじ
第1章
イギリスで謎の“怪獣”が目撃されたとの新聞記事を大学生コナー・テンプルが持ち込み、目撃現場が“ディーンの森”だと聞いた動物学者ニック・カッターは、助手のスティーブン・ハート、学生のコナーとともに調査を始める。ディーンの森は8年前、妻のヘレン・カッターが行方不明になった場所だったのだ。その頃、動物園に務めるアビー・メイトランドも珍しいトカゲを引き取って欲しいという依頼を受けてディーンの森に来ていたが、ペルム紀の生物と謎の時空の亀裂を目撃しニック達と合流する。彼らは内務省のクローディア・ブラウンや上司ジェームズ・レスターの指示を仰ぎ、調査チームとして亀裂に対処するようになる。
内務省の管轄の下で亀裂を調査し生物と戦っていくうち、ついに未来生物がペルム紀を媒介して現代に侵入する。未来生物の帰巣本能を利用して未来への亀裂を発見したいヘレンはニック達と協力してペルム紀へ赴くが、未来生物による襲撃を受け部隊は壊滅し、未来生物の子孫がペルム紀に放たれる。歴史は書き換えられ、クローディアは消滅してしまった。
第2章
世界に起きた異変はクローディアの消滅だけではなく、亀裂調査センター(ARC)という組織が発足していた。亀裂調査の指揮権は内務省から亀裂調査センターに移り、調査チームもそこに所属していた。消滅したクローディアの地位にはオリバー・リークという謎めいた人物がおり、広報担当と言う名の隠蔽担当にジェニファー・ルイスが就任する。このジェニーはクローディアと瓜二つの容姿をしていて、彼女が改変世界のクローディアであるとニックは悟る。ニックは失ったクローディアを諦めきれずにいた。
話が進んでいくうち、リークが不審な動きを見せ始める。コナーの開発した亀裂探知装置にスパイウェアを仕掛けたことが引き金となり、リークが陰謀を企てていることが明るみに出る。さらに、コナーに接近し始めた美女キャロライン・スティールも怪しい雰囲気を醸し出す。
リークの本拠地を特定したニック達が乗り込むと、そこでは過去に亀裂から侵入した生物たちが捕獲され飼育されていた。リークは古代生物や未来生物を生物兵器として利用しようと企んでおり、キャロラインもその手駒の1つで、さらにはヘレンも陰謀に手を貸していた。コナーの仕掛けたトラップでリークの基地を崩壊させ、ニック達はリークを倒し生物を隔離するが、引き換えにスティーブンは命を落とした。
第3章
第二のスティーブンを出してはならないということで、ベッカー大尉がチームに配属される。さらに、大英博物館で開いた亀裂の事件をきっかけに博士サラ・ペイジが調査チームに加わり亀裂調査センターは大きく前進する。大英博物館の亀裂から亀裂を封印する方法と亀裂の出現を予測する方法が得られ、ニックは亀裂出現の予知に成功する。しかし亀裂調査センターをテロ行為で占拠したヘレンによってニックの研究は破壊され、ニック自身も射殺される。息を引き取る寸前、ニックはヘレンから盗んだ謎の物体をコナーに託す。ニックの死からしばらく経たない内、「ニック・カッターとクローディア・ブラウンに縛られたくない」と言ってジェニーも亀裂調査センターを去って行った。
コナーは亀裂封鎖マシンの技術を確立、サラは物体の解析を進める。しかし物体を狙って内務省役人クリスティン・ジョンソンが幾度となく執拗な攻撃を仕掛け、亀裂調査センターは危険に晒される。その頃、かつて未来生物の襲撃で弟を失った刑事ダニー・クインが亀裂調査センターに加入し、ニックの後を継いでリーダーに就任する。彼は未来世界から到達した女性をクリスティンの基地から保護し連れて来るが、その女性の正体はヘレンだった。ヘレンはクリスティンを人質に未来世界へ突入し、2つの亀裂を通して猿人撲滅を決行する。ダニーとコナー、アビーの3人はヘレンを追って未来世界、そして白亜紀へ駆け抜けていく。
アビーとコナーは負傷のため白亜紀で離脱し、ダニーだけが第三紀のアフリカへ到達する。ヘレンは白亜紀から第三紀へやってきたラプトルと共に死亡するが、ダニーは第三紀からの脱出を果たせず過去に閉じ込められることとなった。
第4章
ヘレンが紛失した装置を発見し、コナーとアビーは現代へ帰還する。亀裂調査センターは民間の運営に移り、チームリーダーには新しくマット・アンダーソン、オペレーターにはジェスが就任していた。さらに、センターの支援的立場に室温超電導技術の開発者フィリップ・バートンがいた。新たな環境に戸惑いつつも、アビーとコナーは新たな亀裂調査センターで勤務を始める。
亀裂調査センターとしての活動を続ける中、マットは世界が近いうちに破滅を迎えると確信していた。そんな中、19世紀から3人の人間が現代へ到来する。うち1人はすぐに息を引き取ったが、女性エミリー・マーチャントは現代に迷い込みマットの保護を受けることとなる。そしてもう1人の男イーサンは凶悪な人物であり、現代で殺人を犯してマットに襲撃を仕掛け、亀裂調査センターと対立する。時空の亀裂に関する意味深な発言もあり、世界の破滅はイーサンによるものであるとマットは確信していく。
イーサンと亀裂調査センターの対立が深刻化する中、ダニー・クインが時空の亀裂を通って現代へ帰還する。彼との再会を喜ぶ調査チームだったが、イーサンの正体がダニーの生き別れの弟パトリック・クインであることが発覚する。さらに世界の破滅は彼によってもたらされるものではないことも判明する。パトリックは亀裂の向こうに消え、ダニーは彼を追って再び亀裂の中へ戻っていった。
パトリックによる事件は落ち着いたものの、ダニーは亀裂に向かう前にフィリップが危険であるとマットに警告をしていた。
第5章
フィリップがかつてより進めていた新しい夜明け計画が着々と進行し、コナーはフィリップによる勧誘を受ける。フィリップは亀裂調査センターとは独立したプロスペロ社を運営しており、その研究内容はセンターにも明かされていないものだった。コナーは研究施設の女性エイプリルと親しくなり、やがて研究施設の秘密主義ゆえに調査チームから疑惑の目を向けられるようになる。
マットはアビーに自らが未来人であること、そして世界の破滅がフィリップの新たな夜明け計画によるものであることを明かす。新たな夜明けとは、地球の自然現象である亀裂の収束という時空の亀裂が世界中に同時に出現する現象を回避するべく、時空の亀裂を人工的に開く計画であった。アビーたちの説得によりコナーは調査チームとの確執を解消し、フィリップの研究を止めるべく動き始める。
やがて亀裂の収束が起こる。亀裂を発生させる装置を停止させたコナーだが、フィリップが装置を再起動したことで世界の破滅が現実のものとなり始める。フィリップは生前のヘレンと協力してこの計画を進めていたのだが、ここにきて彼女の駒として利用されていただけだったことを悟る。フィリップは研究施設の崩壊とともに命を落とし、コナーが試験運転で事前に開いていた時空の亀裂を研究施設の亀裂と対消滅させることで破滅は回避された。
世界の滅亡を回避し安堵する調査チームだったが、再び時空の亀裂が開いたという知らせを受け出動する。当然マットも出動するが、この時に「戻るべきだ」と言う負傷した未来の自分の姿を目撃した。

## キャスト
吹き替えの声優は「NHK放送版/DVD版」の順。

### 生存主要人物
マット・アンダーソン
登場話 第4章第1話〜
演:キアラン・マクメナミン / 声:なし
ダニーの代わりにチームリーダーとなった男。謎の過去を持ち秘密の理由があってARCに加わったが、注意深くその秘密を隠している。元兵士で動物学者でもあり、動物の生態を本能的に理解する能力の持ち主。
第5章ではフィリップと対立し、同章でアビーに「あの未来」をなくすために未来からやってきたと語り、未来人であることを自白。コナーの開発した亀裂発生装置を破壊した。
ダニー・クイン
登場話 第3章第2、4話〜第10話、第4章第7話
演:ジェイソン・フレミング / 声:てらそままさき
ロンドン警視庁の刑事。以前、弟パトリックが行方不明になった事件がきっかけで刑事になっており、行方不明事件となると敏感に反応し自制が効かなくなってしまう。
チームと出会って知った亀裂の謎が忘れられず、彼らと再び会おうとイブニング・ニュース社の記者を追跡する。第3章第4話でギガノトサウルスをヘリで翻弄し、亀裂への送還に成功した。第5話ではセンターに侵入し一時は身柄を拘束されるがジェニーをカビから救い、その功績と皆の推薦からチームのリーダーに就任する。
弟の行方不明はその後の人生を左右しただけあって、かなりの影響を彼の人格に及ぼしている。第8話でアビーの弟が行方不明になった際はアビーに同情して情に走った判断を下している。
第10話ではヘレンを追いかけ白亜紀を経由し400万年前に向かうが、アウストラロピテクスの生存を確認して帰ろうとしたところ直前に白亜紀への亀裂が閉じてしまったため、400万年前の世界に閉じ込められてしまう。
第4章で数々の亀裂をくぐり抜けて現代へ帰還したが、生存していた弟のパトリックを追って再び亀裂の中に姿を消した。現代へ戻った間に、マットにチームリーダーを任せ、フィリップに気を付けるよう助言した。
コナー・テンプル
登場話 第1章第1話〜
演:アンドリュー・リー・ポッツ / 声:宮下栄治、浪川大輔
ニックの教え子の大学生。SF映画などを好み、言葉の端々に関連の話題が登る。14歳の時作成した古生物データベースを運営しており、古生物に対する豊富な知識を有している。亀裂探査装置開発など技術者としても優秀である。第1章第4話で想いを寄せているアビーの家に転がり込み、共同生活を送ることになる。
アビー宅にアビーの弟が滞在することになったためレスター宅に居候することになったが、第9話にてアビー宅への復帰が決定する。しかし、第4章において実際はアビーと共にジェスの家に住んでいる。
第3章のフィナーレでの負傷と亀裂開閉装置のバッテリー切れが原因でアビーと共に白亜紀に留まり、1年間白亜紀で亀裂が開くのを待つこととなった。第4章でヘレンの亀裂のオープニングデバイスを発見してアビーとともに現代へ帰還した。フィリップに一度はクビにされるも、チームに復帰し、やがてフィリップに認められてプロスペロ社とセンターを出入りするようになる。
第5章第5話で未来の世界に飛ばされてしまう。マットはコナーが亀裂発生装置を開発したため「あの未来」が訪れたと発言した。
アビー・メイトランド
登場話 第1章第1話〜
演:ハンナ・スピアリット/ 声:斉藤梨絵、足立友
動物学者で元は動物園の飼育係。そのため、亀裂から来た生物を殺すことを好まない。格闘技が得意で、生物を相手に肉弾戦を行うことも多い。
少年ベンからレックスの飼育の話を持ち掛けられてディーンの森へ向かい、ニックらと出会う。コナーから想いを寄せられて次第に恋仲になってゆく。
第1章第1話でペルム紀からやって来たレックスという名のコエルロサウラブスの飼育を始め、第3章では現在に取り残されたナンシー・シドと名付けたディイクトドンを2匹飼っている。第3章第10話で足を負傷したコナーと1年間白亜紀で生活を送り、第4章第1話で現代へ帰還した。その後も格闘技やEMDを使い生物たちと戦っている。
第5章では未来の世界に飛ばされたコナーを救うためにマットらと旅立った。
ジェームズ・レスター
登場話 第1章第1話〜
演:ベン・ミラー / 声:横島亘、御園行洋
内務省の上級官僚。調査チームの代表責任者。第2章以降の世界では亀裂調査センターのボスを務める。年季の入った堅物な官僚でありカッターたちへの嫌味が絶えることはないが、内心では非常に信頼し常に気にかけている。軽口や冗談も多く口にする。
立場上生物と対峙するケースは稀だが、第2章第6話においてはリークから送り込まれた未来の捕食動物を相手に銃で立ち向かった。第5章第5話では単独で1頭のツリークリーパーと戦い勝利している。
第4章ではコナー・アビー・ダニーの3人を失ったために階級を下げられ、上司にフィリップが就任した。
ヒラリー・ベッカー
登場話 第3章第1話〜
演:ベン・マンスフィールド / 声:中尾一貴
第3章から登場する、亀裂調査センターの警備担当。クリスティンの部下であるワイルダー大尉とはかつて士官学校で出会っている。
レスターによるセンターのセキュリティ強化のための人材派遣要請に応えて軍から派遣された軍人。大型の機関銃などの軍用装備を使いこなす。
レスターから「（先の任務で死亡した）第2のスティーブン・ハートを出すな」と、チームのメンバーの生命を守るよう命令を受けた。襲ってくる生物は撃ち殺すという信念があり、アビーと対立する場面もあった。
第4章で新しく開発されたEMDの性能を甘く見て自分を撃てとマットに要求し、その結果昏倒する羽目になった。それ以降はEMDを使用し亀裂から出てくる生物と戦っている。
ジェス・パーカー
登場話 第4章第1話〜
演:ルース・カーニー / 声:なし
現場には向かわず、亀裂が発生した際に指令を送るオペレーターの仕事を担当している。ベッカーに秘かに思いを寄せている。また、同じくデスクワークを担当するレスターに機械の操作を教えるなどの繋がりもある。
フィリップ・バートン
登場話 第4章第1話〜第5章第6話
演:アレキサンダー・シディグ /声:なし
民営化された亀裂調査センターに投資するプロスペロ社の社長。室温超電導技術の開発者でもあり、第3章の時点で既に技術を確立してコナーにその名を知られていた。生物への関心は薄く、時空の亀裂そのものを研究して解決するという行動目的を持つ。そのため同じく技術者であるコナーを生物との対峙から遠ざけ、亀裂の原理の解明に勤しむよう促した。また、情に厚い性格でもなく、第2章以来センターで保護されているコロンビアマンモスの安楽死を提案する、危機に陥った亀裂調査センターを調査チームごと焼却処分しようとするといった行動も見られる。
第5章では自然現象である亀裂の収束を予見し、プロスペロ社で大型の亀裂を開く"新しい夜明け"計画を画策し、亀裂の収束を食い止めて世界の崩壊の危機を招いた。このことについて本人に悪意はなく、裏で暗躍していたヘレン・カッターに自身のエゴを利用されていたことを悟り、自らの命と共に基地を消し去った。
エミリー・マーチャント
登場話 第4章第3話〜第4章第7話、第5章第3話〜
演: ルースブラッドリー /声:なし
第4章にて、劇場に生じた亀裂からイーサン（パトリック・クイン）とシャルロット・キャメロンと共に現代へ来訪。その後シャルロット・キャメロンは病死した。それからはセンターの人々と行動を共にするが、第7話にて1度元いた過去の時代に戻る。
第5章にて、夫がいることが判明。第3話にてラプトルが出てきた亀裂から出て来てマット達と再開。その後、マット達と共に働いている。
パトリック・クイン
登場話 第4章第3話〜第4章第7話
演: ジョナサン・バーン /声: なし
ダニーの弟。第3章の14年前に廃屋にてカムフラージュビーストに襲われ死亡したとされていた。この事件をきっかけにダニーは廃屋への執着心を持ち、亀裂から侵入する化け物を殺すと言って亀裂調査センターに所属しており、物語に大きく関与した存在である。
第4章第3話でイーサンとしてエミリー・マーチャントと共に現代へ突入し、カムフラージュビーストとの戦いの中で人間も亀裂の生物と変わらないとみなした彼は、次々に民間人・特殊部隊問わず殺戮を繰り返し始める。エミリーから危険を知らされた亀裂調査センターと対立した末、旧刑務所に開いた亀裂を探知して現場に乱入する。ここでダニーと再会して一時は捕獲されるが、救助に来なかったダニーへの復讐心を告白して脱走し、時空の亀裂の中へ消えて行った。
エイプリル・レオナルド
登場話 第5章第1話〜第5章第5話
演: ジャニス・バーン /声: なし
プロスペロ社に勤務するブロンドの髪色をした女性。フィリップからスカウトされ亀裂調査センターとプロスペロ社の二足の草鞋を履いたコナーに接近し、"新しい夜明け"計画に尽力する。フィリップを危険視してコナーに警告するアビーと対立し、亀裂の収束が発生した際にはプロスペロ社に乗り込んだアビーと戦闘に突入、その途中で施設内に侵入したアヌログナトゥスに襲われて転落死した。

### 過去の登場人物
ニック・カッター
登場話 第1章第1話〜第3章第3話
演:ダグラス・ヘンシャル / 声:堀内賢雄、大塚芳忠
セントラルメトロポリタン大学の教授であり、コナーの情報から時空の亀裂のことを知り調査チームに入った。古生物に関しては詳しいが、命令には全く従わない。時空の亀裂から入り込んだ生物は基本的に殺さない主義だが、第1章第6話で登場した未来の捕食動物に対しては相手が凶悪すぎ、しかも未来の生物であるため射殺を命じている。
第1章ではクローディアと交際していたが、第1章ラストでクローディアの存在が歴史から消滅した。第2章ではクローディアが消えたことで混乱し、序盤では危ない人間のような扱いを受けるが、じきに落ち着きを取り戻していく。
第3章において、シルル紀で死亡したはずの兵士が現れたことからヘレンの陰謀を察知し警戒。その警戒は正しく、第3話でセンターは占拠・爆破され、カッターはヘレンに撃たれ、クローディアと再会することなくこの世を去った。
第3章においてはサラ・ペイジ博士の発言をきっかけに、亀裂出現ポイントの図式化を従来の2次元法式から3次元方式に切り替えた。これによって亀裂の出現予測にも成功するが、この技術はアナログ方式で行っておりバックアップがなかったため、カッターの死とセンターの爆発によって3Dモデルごと失われてしまった。その為に第4話以降は再び亀裂の出現の予測は不可能となっている。
スティーブン・ハート
登場話 第1章第1話〜第2章7話
演:ジェームズ・マレー / 声:川本克彦、加瀬康之
ニックの研究助手。ニックとは以前から接点があり、信頼は厚い。動物の追跡術に優れている。第1章ではアビーに好かれていた。
第1章ラストでヘレンとの浮気が発覚した。ニックからはお咎めなしだったが、時空の亀裂に関する情報を公開すべきだと思っているため、第2章後半ではニックに隠れて再びヘレンと接触する。それがきっかけでニックと対立するが、最終的に彼を救うため生物に殺害された。
クローディア・ブラウン
登場話 第1章第1話〜第1章第6話
演：ルーシー・ブラウン / 声：加藤優子、小林さやか
内務省の職員。レスターとは異なり、ニックを信頼している。
第1章後半では彼に惹かれていくが、ニック達がペルム紀へ向かったことで歴史が書き換えられて世界が変わり、存在が消滅した。
第2章第7話でポートレイト写真がカッターの手によって破られていたが、第3章第5話でジェニーがカッターの私物から写真を発見した際にはクローディアが写った部分のみがテープで貼り合わされていた。この写真はニックが所持していたため、第1章ラスト以降の「クローディアがいない世界」に唯一彼女の存在を客観的に証明するものとして持ち込まれることになっていた。
第1章でペルム紀に向かったメンバーだけがクローディアの存在を覚えており、ペルム紀から帰還したのはニックとヘレンだけであった。またその2人も第3章で死亡し、第4章以降では彼女を知る人間は存在しない。
トム・ライアン大尉
登場話 第1章第1話〜第1章第6話
演:マーク・ウェイクリング / 声:藤真秀、一馬芳和
SAS出身の特殊部隊隊長。湾岸戦争で砂漠での任務を経験している。
第1話でカッターとともにペルム紀を来訪。この時代に残ってヘレンを探すと言ったニックを拳銃で殴り気絶させ、時空の亀裂まで連れ戻した。第2話で地下鉄倉庫に突入、第5話でプテラノドンを射撃するなど活躍を見せる。
第6話でカッターやヘレンとともにペルム紀へ行き未来への亀裂を探すが、そこで未来の捕食動物に襲われ致命傷を負う。第1章第1話で発見した白骨体が自分自身であることを死の直前に悟り、息を引き取った。
トム
第1章第2話〜第1章第4話
演:ジェイク・カラン/ 声:下山吉光
コナーのオタク仲間。ダンカン曰く「追い詰められる奴じゃない」。
怪しい行動をとっていたコナーに発信器を取り付けて追尾しようとする。その結果寄生虫に寄生されたドードーを捕獲、そのドードーに噛まれた結果寄生され錯乱、ロンドン中を逃げ回った後アビーを人質に取りコナーに説得される。
しかしその間に体の内部を寄生虫に喰い荒らされたため、コナーに看取られながらこの世を去った。
ダンカン
登場話 第1章第2話〜第1章第4話
演：ジェームズ・ブラッドショー
コナーのオタク仲間。トムとは常に行動を共にする親友。トムと同様、怪しい行動をとっていたコナーの追尾を画策する。
第4章第2話では、恐竜のことを調べるようになっていた。
オリバー・リーク
登場話 第2章第1話〜第2章第7話
演:カール・テオパルド / 声:村治学
第2章から登場する亀裂調査センターの管理担当。存在が消えてしまったクローディアのポジションにいる。
第2章が進むにつれて陰謀を企てていることが発覚し、キャロラインやショッピングモールの清掃員、ヘレンとの結び付きが描写されていく。本格的に姿を現し始めたのは第5話からとなり、シルル紀の砂漠へ兵士を送り込み生物の捕獲作戦を決行した。作戦は失敗に終わったが、ニックが陰謀の証拠として持ち帰った暗視ゴーグルを始末した。
第6話でヘレンと共同で亀裂調査センターに反乱を起こし、未来生物を送り込んだ挙句センターの爆破も画策した。キャロラインの電話番号を探知してアジトを突き止めた調査チームを監禁する。陰謀の目的は亀裂から侵入した生物を収容して軍事的な力を手にすることだった。未来の捕食動物を含め生物たちをアジトで収容していたが、最後にはそのコントロール下から離れた未来の捕食動物に殺害された。
清掃員
登場話 第2章第1話〜第3章第3話
演:ティム・ファラデー
第2章から登場するリークの部下。最初は単なるショッピングモールの清掃員に化けていたが、第2話でセンターに勤務する場面が描写される。第5話ではシルル紀に派遣され、ニック達の目の前でサソリに捕食された。
第2章第7話からはクローン部隊として再度登場する。クローンは本人ほどの知能や感情を持たず、ヘレンの声による命令しか聞かない。そのため自殺しろという命令にさえも従ってしまう。第3章第3話でセンターを制圧するが、、ヘレンの声による命令を全て聞くという弱点をサラに見抜かれ鎮圧された。その直後に作動した爆弾で全滅した。
ジェニファー・ルイス
登場話 第2章第1話〜第3章第5話
演:ルーシー・ブラウン/ 声:加藤優子、小林さやか
民間出身の広報担当で、事件のもみ消しが仕事。作中では主にジェニーと呼ばれる。世界が改変され存在が消滅したクローディアと全く同じ姿をしており、世界改変後のクローディアである。婚約披露パーティーを億劫に感じたり、乗馬よりもクレー射撃を好んだりとなど活発な性格。
クローディアとは違い婚約者が存在したが、センターの不規則な仕事を婚約者に浮気と思われ破局した。第2章の時点で婚約者への想いは冷め、ニックの方に向いていたことが仄めかされる。第3章ではニックとの関係がクローディアとニックのそれに近くなっていくが、ヘレンの襲撃によりニックは死亡する。その後一時的にリーダーに就任するが、第3章第5話でカビの被害を受け瀕死に陥った。その後、「ここにいたら自分が誰だか分からなくなる」「ニック・カッターとクローディア・ブラウンに縛られたくない」という理由で退職。チームリーダーをダニーに任せてセンターを去った。
第4章第6話で再登場し、第2章の婚約者とは別の男性と結婚する。
キャロライン・スティール
登場話 第2章第2話〜第2章第7話
演：ナオミ・ベントリー / 声：佐古真弓
第2章から登場。レンタルビデオ店でコナーに声をかけた後、積極的にアプローチし付き合い始める。アビーと同じく格闘技が得意。
リークに雇われてコナーに接触していたものの、その計画は何も知らされていなかった。コエルロサウラヴスのレックスをリークに渡した後、第7話で彼の陰謀の全てを知る。コナーたちと行動を共にして生物収容施設から脱出を果たし、最後にはコナーやアビーと和解するがその後の消息は不明。
ミック・ハーパー
登場話 第2章6話・第3章第3話〜第4話
演:ラモン・ティカラム/声:咲野俊介
イブニングニュース社の記者。時空の亀裂に関係する謎を調べており、第2章第6話のマンモス事件を機にさらに深入りするようになる。
第3章第3話でディイクトドンの写真を手に入れたものの、上司のキャサリンが捏造と判断し記事はボツにされた。第4話でジェニーの小型探知装置を盗んで亀裂の発生を知り空港へ向かいギガノトサウルスをスクープネタにしようとするも、キャサリンと共にギガノトサウルスに殺害された。
サラ・ペイジ
登場話 第3章第1話〜第10話
演:ライラ・ロス / 声:石塚理恵
第3章から登場する、亀裂調査チームのメンバー。エジプト学の博士号を持つ考古学者で、神話の獣に詳しい。チームに入る前は大英博物館のスタッフとして子供相手の解説をしていた。プリスティカンプススを古代エジプト神話の神獣アムムトと認識、「アムムトのモデルはプリスティカンプススである」という仮説を発言したことでカッターに亀裂の出現法則を3次元化するという発想を与え、更に神話にも詳しいことからチームにスカウトされる。
ニックの死後はコナーから謎の六角柱の調査を託された。第4章ではコナー達を捜索する過程で殺されてしまったという理由で登場しない。
クリスティン・ジョンソン
登場話 第3章第1話〜9話
演:ペリンダ・スチュアート・ウィルソン / 声:山像かおり
元MI6ジャマイカ支部の女性。内務大臣から亀裂調査センターと軍の調整役を命じられているが、大臣の指示とは別に亀裂調査プロジェクトに干渉する。第1話から謎の六角柱を求めていることが明かされ、第4話にて六角柱がセンターに持ち込まれたことを知る。このとき、未来の捕食動物と時空の亀裂を秘密裏に管理していることが判明した。
第8話と第9話では未来で捕らえた女性を監禁している。第9話においてヘレンによって未来へと拉致され、一旦は逃げ出そうとするも未来の捕食動物によって再度亀裂の向こうへ引き摺り込まれ死亡した。未来の捕食生物を作り出す前のニック・カッター殺害に対する歴史の自動修復的な作用により現状の世界においてはクリスティンの行動が捕食生物の繁栄する未来への直接的な原因となっており、ヘレンが彼女を殺害した理由はこれである。
キャサリン・キャヴァナ
登場話 第3章第3話〜第4話
演:ルース・ギャンメイル
イブニングニュース社の社員で、ミックの上司。ミックの持ち込んだマンモスネタには懐疑的で、マンモスを上回るネタが無ければクビにするとミックに言い渡した。ディイクトドンの写真を捏造写真として却下するが、第4話にてミックの盗んだ小型探知装置の情報から空港に向かい、ギガノトサウルスに殺害された。
ワイルダー大尉
登場話 第3章第4話〜9話
演:アレックス・マクスウィーニー
クリスティンの部下で、ベッカーとは陸軍士官学校時代で知り合いである。クリスティンがカッターの後任候補として推薦した。
ジャック・メイトランド
登場話 第3章第4話〜第3章第8話
演:ロバート・ロウ
アビーの弟。第4話からアビーの家で生活していたが、姉の仕事に疑問を持って調査を始めたところ、メゴプテランに襲われて未来世界へ突入した。ダニー達に救出された後はアビーに謝罪して去って行った。
サー・ウイリアム・デモルネ
登場話 第3章第7話
演:トニー・カラン
中世の人間。ドラコレックスを追いかけて現代に出現。現代文明について全く知らず、バイクを怪物と認識したり、現代を地獄、コナー達を悪魔と思い込み、ダニーと死闘を繰り広げる。ドラコレックスのことも終盤に退治することを諦めるまでは敵として認識している。
中世では傭兵として何人も人を殺し、その罪を償うためドラゴン退治を買って出た。川岸の今は廃墟となった石造りの教会内には彼及び彼の妻の墓があり、墓碑によるとこのドラゴン退治からの生還の後、村の領主の姫を娶り3人の子を儲けている模様。このため、彼を殺害することは重大なタイムパラドックスを引き起こす可能性があった。亀裂へ帰る際、エルサレムの硬貨をサラに渡した。
未来の女性
登場話 第3章第8話〜第3章第9話
演:ケイト・マゴワン
人類滅亡後の世界でワイルダー大尉に捕らわれた女性。所持していたバッグには日記と亀裂を出現させる機械が入っていた。実際にはヘレンが自らの顔に光学カモフラージュを施していた姿である。
ヘレン・カッター
登場話 第1章第1話〜第3章第10話
演:ジュリエット・オーブリー / 声:唐沢潤、赤池裕美子
ニックの妻で古生物学者。8年前にディーンの森へ調査に向かい、バッグだけを残して行方不明となった。未踏の地である“未来への時空の亀裂”の発見に執念を燃やす。
第1章第1話で生存が確認され、過去と現在を行き来して気まぐれに姿を現す。第2章ではクローン技術を手に入れてリークと共に生物を集め、人為的に歴史を変える実験を行おうとした。第2章第7話でリークを裏切ってスティーブンと行動するが、彼が死亡すると姿を消した。
第3章では未来の捕食動物による人類滅亡を知り、カッターのDNAを入手してクローンを製造。清掃員のクローンと共に亀裂調査センターを占拠して爆破、捕食動物はニックが作ったと語り、第3章第3話でニックを射殺した。
第3章第8話・9話ではクリスティンに近づくために顔に光学カモフラージュを施し、敢えてワイルダー大尉に自らを未来から拉致させる。その後、正体を隠したままダニーの協力を得てクリスティンの下から脱出し、自らを奪還しにセンターを訪れたクリスティンを人質に六角柱を奪う。その後クリスティンとともに未来の世界へ旅立つ。
ヘレンのこの行動はニック・カッター殺害によっても変えられなかった「捕食生物が繁栄し人類が滅亡している世界」への路線の変更を、今度こそ確定させるためのもの。未来の捕食生物を作り出す前のニック・カッター殺害に対する、歴史の自動修復的な作用により、現状の世界においてはクリスティンの行動（未来への亀裂の秘匿及び捕食生物のサンプル飼育）が捕食生物の繁栄する未来への直接的な原因となっていた。
第10話で未来から白亜紀、白亜紀から鮮新世へと向かい、人類を抹消するためアウストラロピテクス13体を毒殺し、残りの人類を抹消するために行動するが、その直後にラプトルによって崖から突き落とされ、ラプトル共々死亡した。
第5章の第4話と第5話で写真と音声が登場。その内容は「フィリップ、未来を見たわ。あなたに期待する。方法を見つけるのよ。未来はあなた次第。」というものだった。

## 用語
時空の亀裂（DVDでは時空の扉）
異なる時空間同士を繋ぐドアのようなものであり、これを通ることで過去、もしくは未来に足を運ぶことができる。形状は割れたガラスで構成された球体に類似し、常に光を放つ。大きさは亀裂によって異なり、人間の顔程度のものから見上げるほど巨大なものまで様々。開く場所も一定ではなく、中には地面に半分埋まった状態で開いた亀裂も存在する。
閉じる際は拡大と縮小を繰り返し、音を出して消える。移動することがあり、動く際は時空の断層と呼ばれる直線上を移動する。
後述する封鎖マシンなどで封じられた場合を除き、亀裂から発する磁力で金属が吸い込まれる性質があり、亀裂の近くでは方位磁石が狂う。また、亀裂発生時には特定の周波数において電波障害が発生するため、これを利用して亀裂探知装置が作られた。
第3章第1話「ナイルの魔獣」で、マグネタイト製の「太陽の籠」内部に亀裂が生じた際にこの籠ごと移動させることができると判明し、第5章ではコナーが亀裂を持ち運ぶケースを開発している。またコナーが「太陽の籠」内に出現したプリスティカンプスス撃退時に電気ショックを与えたところ、一時的に亀裂が収縮し金属を吸い込まなくなったことをヒントに、電流を照射して封印する技術が開発された。
セントラルメトロポリタン大学
第1章のみに登場したカッターの勤務する大学。スティーブンはカッターの研究室で助手を務めており、コナーとトムとダンカンも同大学の学生である。
内務省
カッターとアビーが亀裂の存在を知らせ、第1章において亀裂の調査を担っていた組織。第2章以降の世界においても、最初のうちは亀裂調査は内務省の管轄だった模様。
亀裂調査センター (ARC)
歴史改変により発生した、内務省とは独立している第2章から登場した研究機関で、第2章以降において亀裂の対応を行う組織。実験や生物の収容、物体の管理といった役割を担う。レスターが大臣の下で総指揮を執る。第2章の世界線でもニックが亀裂と遭遇した時点から発足した。第2章第3話「森に潜む牙」からはメインフロアに亀裂探知装置が設置され、生物による被害が報告されてからではなく亀裂の出現と同時に対応ができるようになった。
第3章で調査チームのメンバーが立て続けに失われたため、レスターはその責任を追及され降格。亀裂調査センターも政府の管理下から離れてプロズペロ社をスポンサーに持つ民間施設になり、建物自体も大幅に変更が加えられた。
第3章最終話にて、未来の亀裂の向こう側でクリスティンの部下達が侵入し謎の六角柱を持ち出した場所が亀裂調査センターの未来の姿であると判明。この未来のセンター地下に設置されたシステムを用いて亀裂の開閉装置に亀裂の座標をダウンロードすることで、任意の亀裂を開くことができるようになる模様。
イブニングニュース社
ミック・ハーパーが記者として勤めている新聞社。作中の描写からテレビ部門もあるものと推測される。芸能人とスポーツ選手のスキャンダルに関しては推測で記事をでっち上げても最終的に当たってさえいればいいという編集方針を採用している。社員とそのガードマンらがギガノトサウルスに捕食され、その後は登場しない。
太陽の籠
大英博物館に展示されていた、古代エジプト文明の遺物。マグネタイト製で、四角形の四隅に立てた柱を四柱のエジプトの神々が手を繋ぐようにして掴んでいるという形状をしている。古代エジプトにおいてこの籠の中に亀裂が開いており、籠に刻まれた象形文字のうち以前の解読において意味をなさない文章となってしまっていた部分は亀裂の出現及び当時判明していた範囲の亀裂の特性を記したものだった事をサラが発見した。マグネタイト製ゆえ、内部では亀裂が生じやすい。
その後、亀裂の再発生を調査チームに危惧されながらも、以前からの文化大臣の決定に従い平壌へ向かった。その後は登場しないが、第5章で太陽の籠をモデルにした亀裂の携帯装置が開発される。
サイト333
アウストラロピテクス13体の化石が発見された場所。彼らの詳しい死因は現在不明だが、作中ではヘレンが毒殺したこととなっている。
衛星亀裂
時空の亀裂が2つ以上同じ場所に重複して発生した場合、亀裂同士が反発して生じる無数の微弱な亀裂。通常の亀裂探知装置では探知できないほどに電磁力は小さく、色も通常の亀裂と異なり銀色をしている。オリジナルの亀裂の付近で開閉を繰り返し、出現する生物も同一個体が繰り返し別の衛星亀裂から姿を現わす。
プロスペロ社
フィリップが運営する、第4章以降の亀裂調査センターのスポンサー。亀裂調査センターとは独立した組織であり、プロスペロ社での研究活動を亀裂調査センター側に開示することはない。第5章からコナーがプロスペロ社の研究員として認められ、新しい夜明け計画を進行することになる。
新しい夜明け
フィリップとヘレンが共同で進めていた、亀裂の収束を回避するための研究。プロスペロ社の施設に巨大な時空の亀裂を形成して世界中に開いた亀裂を閉じ、同時に生成される莫大なエネルギーを利用してエネルギー問題の解決を目指すというものであったが、亀裂は制御不能と化して施設を飲み込むほどに拡大。時代は地球環境の破壊寸前にまで波及した。
亀裂の収束
地球の地磁気逆転に伴い、時空の亀裂が世界各地で同時多発的に生じる現象。マット曰く亀裂の収束は自然現象であり、それを「新しい夜明け」計画が妨害してしまうことで世界が滅亡してしまうという。

### 生物
架空生物を中心に主な生物を挙げる。
未来の捕食動物
コウモリが進化を遂げたとされる未来の生物。第1章第6話「未知なる獣」に登場し、以後第4章を除いてシリーズを通して登場する。作中では初めて登場した未来生物となる。
姿は無毛の類人猿に似ているが遥かに大型であり、獲物に音もなく忍び寄って奇襲を仕掛ける。非常に俊敏でありながら、鉄柵を捻じ曲げる桁外れのパワーを併せ持ち、ライオンすらも捕食対象にするほどに狂暴。反面、耐久力には乏しく、ショットガンの一撃で容易に倒せる他、自分より体格の大きいゴルゴノプスやコロンビアマンモスにあっけなく倒されてしまう場面もあった。
超音波を利用したエコーロケーションによる超自然的な探知能力を持ち、主に相手の心臓の鼓動を察知して視界に入る前に相手の動きを捉えることができる（コナー曰く「音が見える」）。手強い能力だが、逆にガラスの破砕音やプレーヤーから流される音楽など、大きな音で撹乱することも可能。
その狂暴性と戦闘能力から、第2章ではリークが神経制御機器を装着して兵器化を図ったほか、第3章ではクリスティンもサンプルとして捕食動物を飼育している。
第3章第3話でヘレンはこの生物はカッターが作ったと発言。その後第9話において、この生物の繁栄する未来を変えるためにはカッターの殺害だけでは不十分だったとしてクリスティンをも殺害した。さらに、この生物が出現する可能性を根本から抹消するため人類の絶滅を目論んだ。
第5章ではフィリップの新しい夜明け計画により壊滅した未来に生息する個体が登場。それまでのデザインと異なり、身体中に傷が目立つ。一時的ではあるものの直立二足歩行が可能であり、動きもそれまでの捕食動物よりさらに俊敏になっている。厳しい生息環境にいるからか、共食いや仲間割れが絶えない模様。
カモフラージュビースト
第3章第2話「幽霊の棲む館」に登場。周囲の色に合わせて体色を変化させて擬態する特性を持つ。牙と爪で人間に襲い掛かるが、捕食する描写はない。
劇中に登場した個体は、14年前に時空の亀裂を通して現代の廃屋に侵入し、屋内で遊んでいた少年を襲撃。その後は亀裂が閉じたため廃屋の中で再び亀裂が開くのを14年間待ち続け、近所に住む少女に餌を貰いながら過ごしていた。
ラプトル
『ジュラシックパーク』シリーズよろしく、プライミーバルでもドロマエオサウルス科の肉食恐竜を纏めて“ラプトル”と呼称している。大きさはジュラシックパークシリーズより控えめで、現実のデイノニクスに近い。第2章から第5章にかけて幅広く登場する。
なお第4章第1話「偶然の帰還」までは外皮に羽毛のような構造が確認できるが、それ以降はトカゲのような鱗に覆われた復元となっている。
シルル紀のサソリ
第2章第5話「砂漠の遭難者」で初登場した、シルル紀の砂漠に生息する架空の巨大な鋏角類。作中ではサソリと呼ばれているものの、尾に毒針は見られず、むしろサソリモドキに近い外見をしている。普段は砂の中に潜んでおり、獲物の足音などを感知すると高速で接近して砂中に引きずり込む。

メゴプテラン
第3章後半で登場した未来のハチ目の昆虫。全長は2メートルを越え、カマキリに近い姿をしている。腹部には発達した産卵管を保有しており、これを獲物に突き刺して幼虫を植え付ける。羽を持つため飛行も可能。未来の捕食動物とメゴプテランは同時代の同地域に生息する捕食者同士であり、第8話「絶望の世界」において両者の戦いが繰り広げられた。
視聴者投稿に端を発する生物であり、未来生物コンテストで優勝した当時16歳の少年カリム・ナハブーが考案した。当初はハンミョウ科など動物食性の甲虫の子孫であり、移動速度も速いが長距離飛行は不可能という設定であった。
ツリークリーパー
第4章から第5章にかけて登場した架空の生物。全長はおそらく3メートル程で、身長は成人男性に匹敵する。恐竜というよりは尻尾の長い霊長類に瓜二つのシルエットをしており、動きや生態もサルのそれに近い。素早い身のこなしで木を登り、高所から尾を伸ばして獲物を締め上げる。

### ガジェット
亀裂探知装置
ニックが電波障害の原理を発見しコナーが製作した、亀裂を発見する装置。FM電波の87.8が亀裂発生の際に乱れることを利用している。
亀裂調査センターメインフロアに設置されたイギリス全土をカバーするものと、持ち運び可能な小型タイプがある。第2第5話にてリークにスパイウェアを仕込まれ亀裂の情報を盗まれもしたが、コナーとニックはそれを逆に利用しリークを窮地に追い込んだ。
メインフロアに設置された大型のものはセンターと同じく第3章第3話で破壊されたが第4話ではほとんど修理されている。小型タイプの1つはミック・ハーパーによって盗まれ、亀裂と古代生物の存在がマスコミに知られる事態となった。
第4章からは小型のものが使われていない。
亀裂封鎖マシン
第3章第3話でコナーが製作し第4話で実用化した、亀裂を封鎖する装置。亀裂に電流を流すと極性が反転し何も出入りできない状態になることを利用している。
「物体」
第3章第1話でヘレンが人類滅亡後の世界においてクリスティンの部下から横取りした六角柱。ニックがヘレンから奪い死の間際にコナーに手渡したことでセンターに持ち込まれた。
中に無数の小さな時空の亀裂があり、その周りにはカッターが作った亀裂予測装置に似た機構がある。ある角度で光をあてるとカッターの作った亀裂予測装置と似た"時の地図"が出現することが判明した。
一度はセンターからクリスティンに奪われるものの、レスターが取り返した。第8話からは再び時の地図を出現させるため検査を行っていたが、第9話においてヘレンに再び奪われる。第10話にて刻まれていた数字は亀裂を開くパスワードだったことが判明したが、ヘレンに破壊された。
レーザーリフレクター
第3章第7話で初登場した、物体を徐々に回転させながらレーザー光を当て、時の地図を引き出す目的の装置。第6話で六角柱に光を当てたところ偶然時の地図が出現したため製作されたが、結果を残すよりも先にヘレンが六角柱を奪ってセンターを脱出した。

## 制作

### コンセプト
動物学を専攻し科学ジャーナリストの経歴を持つティム・ヘインズは、自然ドキュメンタリーシリーズ『ウォーキングwithダイナソー〜驚異の恐竜王国』（1999年）を計画・制作した際、BBCのテレビ番組プロデューサーとして彼自身としては初めてのテレビのブレイクスルーを起こした。『ウォーキングwithダイナソー』は効果的な特殊効果を用いて恐竜を彼らの自然環境に生きる動物として描写した史上初の自然史シリーズであり、イギリスのテレビ史においてもっとも視聴された科学番組となり、大成功を収めた。『ウォーキングwithダイナソー』を制作しながら、ティム・ヘインズはこの技術を利用してSF番組を制作することを思いついた。BBCはこのアイディアを受け入れたが、ヘインズは新しいアイディアよりも知名度の高い作品を望んだため、アーサー・コナン・ドイルの『失われた世界』を原作に『ロストワールド 〜失われた世界〜』を制作した。ヘインズによれば、『ロストワールド 〜失われた世界〜』の成功から、彼は『ウォーキングwithダイナソー』の技術を用いて「非常に面白いハリウッド風の物語」を創作できる可能性を見出した。
番組の成功により、ヘインズは2002年に彼自身の最上級のテレビ制作会社インポッシブル・ピクチャーズの共同設立が可能となった。『ロストワールド 〜失われた世界〜』の制作の後、ヘインズは『プライミーバル』のアイディアを思いついた。この時点でのタイトルは"Cutter’s Bestiary"であった。彼のアイディアの源泉となった1つはレイ・ハリーハウゼンの古いSF映画であり、ヘインズはこれらに「確かな魅力」を感じていた。この他のインスパイア元としては化石のゴーストリネージがあり、ヘインズは時間を跳躍する動物によりこれを説明できると想像した。他に影響を与えた作品には『ジュラシック・パーク』と『キングコング』がある。制作チームに関与していないコメンテーターからは、『プライミーバル』が『ドクター・フー』や『LOST』、『スターゲイト』、Quatermass (en) からのインスピレーションが示唆されている。
ヘインズは他の作家と共同で脚本を書いたが、結局は何も得られなかった。当時Charles II: The Power and the Passion（2003年）で英国アカデミー賞を受賞したエイドリアン・ホッジスは、BBCのドラマ部門長であるローラ・マッキーと今後の作品の可能性について議論した。チャールズ・ディケンズの『荒涼館』のドラマ化を提案されたが、『デイヴィッド・コパフィールド』を既にドラマ化していたホッジスはこれを拒否し、『バフィー 〜恋する十字架〜』のような雰囲気の楽しいものを制作したいと主張した。そこでマッキーが "Cutter's Bestiary" を提案すると、ホッジスは題名を快く思わなかったものの、現代に恐竜が出現するというコンセプトを素晴らしいものであると考えた。こうしてヘインズとホッジスが主体となってコンセプトを作り、2003年頃にパイロット版が執筆された。当初は1話90分のドラマにする方針が取られていた。
ヘインズとホッジスは構想に着手した際、当時まだ復活していなかった『ドクター・フー』にも通じるものを作ろうと考えていた。しかし、当時ラッセル・T・デイヴィスが『ドクター・フー』の新シリーズを企画していたため、『プライミーバル』は『ドクター・フー』に雰囲気が似通っているという理由でBBCからキャンセルされることになった。これはヘインズが"Cutter's Bestiary"を設定してから4、5年後のことであった。BBCにキャンセルされた後、ヘインズとホッジスはITVの委員ニック・エリオットに『プライミーバル』を打診した。エリオットはホッジスが制作した脚本を気に入り、復活した『ドクター・フー』の成功を再現したいという願いから、このシリーズに許可を出した。また、ドイツのプロジーベンやフランスのM6からの『プライミーバル』へのさらなる資金援助が確保された。

### 開発の歴史
シリーズの制作が確約され、また複数の脚本が既に執筆されていた状態で、2006年1月にプロデューサーらは主演俳優のキャスティングに移った。ホッジスとヘインズはニック・カッター役のダグラス・ヘンシュオールにはその役のために個人的にアプローチを取ったが、その他の俳優は通常のオーディションを通して配役が決定した。ヘンシュオールの他に加わったキャストには、ジェームズ・マレー、アンドリュー・リー・ポッツ、ハンナ・スピアリット、ルーシー・ブラウン、ジュリエット・オーブリー、ベン・ミラー、マーク・ウェイクリングがいた。
『プライミーバル』は、あまり深刻に捉えず、大人も子供も楽しめるファミリー向けシリーズとして構想された。プロデューサーらは、単なる子供向け番組ではなくドラマも単体で成立するように工夫し、「PG-13の感覚」を目指した。制作チームもまた「キッチンに恐竜が居る」と感じられるよう、多くのエピソードを親しみ深い環境に設定し、現代を感じさせる意図的な選択をした。今週の悪役フォーマットに倣うことに加え、『プライミーバル』には生態系の破壊や環境保全といった深いテーマも組み込まれた。
『プライミーバル』の監督の選出にあたり、ヘインズとホッジスは高い実績を持つ人物の採用を望んだ。第1章のためアプローチされた監督はシーラ・ウェアとジェイミー・ペインであった。いずれの監督もアクションシーンの経歴を持たなかったが、ドラマを描写することへの経験があった。シリーズのビジュアルスタイルは『海賊ブラッド』（1935年）や『ロビンフッドの冒険』（1938年）といったエロール・フリンの映画からインスパイアされた面もあった。第1章の制作の間、タイトルは当初 Primaeval と綴られていた。第1章の制作はITVにより2005年12月27日に告知され、「ブラックホールを通って先史時代に旅をする科学者についての6部作の叙事的長編」として宣伝された。
第1章の成功に続き、2007年5月に『プライミーバル』は第2章が再委託され、6月8日に告知された。ウェイクリングを除き第1章のメインキャスト全員が第2章には復帰したほか、新たなメインキャストとしてカール・テオバルドとナオミ・ベントリーが参加した。第3章は2008年1月30日に告知された。ヘンシュオールは第2章と第3章の間に『プライミーバル』が「野望を単純化」していると感じ、第3章で降板した。そのため、第3章で意図されていたプロットは大幅なリライトを必要とし、ジェニー・ルイス（演：ルーシー・ブラウン）とヘレン・カッター（演：ジュリエット・オーブリー）のストーリーラインも左右された。主演はダニー・クイン役のジェイソン・フレミングが引き継いだ。第3章での新たな登場人物は、ライラ・ロス、ベン・マンスフィールド、ベリンダ・スチュワート＝ウィルソンが演じた。

#### 打ち切りと復活
第3章の成功にも拘わらず、放送後、財務上の理由で『プライミーバル』は2009年6月15日に打ち切られた。これは世界金融危機の煽りを受けてITVが倒産の危機に瀕していたためである。ITVは第4章の再委託を拒否し、製作会社であるインポッシブル・ピクチャーズは1エピソードあたり60万ポンドの制作費削減やライバルチャンネルへの番組販売といった様々な手法を取ろうとした。打ち切りの理由はおそらく主に予算への影響であった。『プライミーバル』の制作費は1シリーズあたり数百万ポンドに上り、またインポッシブル・ピクチャーズの独立制作であったため、ITVは利益の全てを請求することが不可能であった。第3章の制作の間、プロデューサーは『プライミーバル』が第4章で復活しないことを全く予期していなかった。その後のインタビューでは、中止の危機を知っていたらこれほど多くの登場人物の運命を不安定にはしなかっただろうと述べられている。
打ち切りから3か月後、『プライミーバル』は再委託された。シリーズの復活がなされたのはインポッシブル・ピクチャーズの対処によるものであり、シリーズはITVおよびUKTVを加えた共同制作となり（コストシェア）、BBCワールドワイドとプロジーベンからの追加の資金援助も提供された。この対応により13話の新エピソードの制作が確保され、これらは第4章と第5章に分割された。第4章はITVとその後はUKTVが所有するチャンネルWatchで放送され、第5章はWatchで初放送された。制作チームは、前シリーズのプロットを解決して『プライミーバル』をさらに発展させられることから、2つのシリーズをさらに制作できることを喜んだ。第4章と第5章の制作費は合わせて1500万ポンドであった。
第3章のキャストは大部分が第4章および第5章に復帰することが告知されていたが、複数人の俳優の離脱や第3章で過去に取り残された人物がいたことから、制作にあたって新たな登場人物として複数人をキャスティングする必要があった。ライラ・ロスとジェイソン・フレミングもまた、さらなるシリーズの全話に出演することが不可能であった。結果として、第4章と第5章には新たに複数の主要人物が登場し、それぞれキアラン・マクメナミン、ルース・カーニー、ルース・ブラッドリー、アレクサンダー・シティグが演じた。最終的に、2012年にITVで第5章が放送された際のレーティングは低く、第6章への更新はなされなかった。ただし、制作陣とキャストはシリーズの継続に興味を示していた。

#### 制作スケジュール
| シリーズ | 告知           | 撮影                    | 撮影期間  | 最初の初放送  | 最後の初放送  | 出典                 |
| -------- | -------------- | ----------------------- | --------- | ------------- | ------------- | -------------------- |
| 第1章    | 2005年12月27日 | 2006年5月 - 8月         | 約4か月半 | 2007年2月10日 | 2007年3月17日 | [ 23 ] [ 46 ]        |
| 第2章    | 2007年6月8日   | 2007年6月 - 9月         | 約3か月   | 2008年1月12日 | 2008年2月23日 | [ 24 ] [ 25 ] [ 47 ] |
| 第3章    | 2008年1月30日  | 2008年中盤 - 後半       | 約半年    | 2009年3月28日 | 2009年6月6日  | [ 26 ] [ 48 ] [ 49 ] |
| 第4章    | 2009年9月29日  | 2010年3月22日 - 6月26日 | 3か月     | 2011年1月1日  | 2011年2月5日  | [ 33 ] [ 50 ] [ 51 ] |
| 第5章    | 2009年9月29日  | 2010年7月 - 11月        | 約4か月   | 2011年5月24日 | 2011年6月28日 | [ 33 ] [ 52 ] [ 53 ] |

### 特殊効果
『プライミーバル』の第1章から第3章までの視覚効果は、ロンドンに拠点を置く視覚効果会社フレームストアにより製作された。フレームストアの採用は、ヘインズおよびインポッシブル・ピクチャーズとの長期に及ぶ共同制作会社であり、『ウォーキングwithダイナソー』やその他の『ウォーキングwith』シリーズをかつて製作していたためである。視覚効果の監督には、『プライミーバル』に高度に野心的な効果が求められたことから、クリスティアン・マンズが採用された。各エピソードの効果の製作には約13週、アニメーションに8週、光学合成に6週、照明に3週を要した。最も予算を要する部分である光学合成には予算の半分が割かれた。通常、複数のエピソードは同時に製作される。フレームストアは『プライミーバル』のために15人のアニメーターと15人の合成者を含む60人のクルーを動員した。これはシリーズの撮影スタッフと同等の規模であった。『プライミーバル』の製作ペースは速かったため、効率的な製作のためには大規模なクルーが必要であった。第1章の効果は2006年4月中に開始し、9月に完了した。
プロデューサーは当初、時空の亀裂がどのように見えるか、具体的なアイディアを持っていなかった。ホッジスの脚本において、彼は時空の亀裂について単純に「空中で煌めいている」とだけ記載していた。デザインはヘインズと効果チームによって製作された。最終的なデザインが破砕されたガラスのようになったのは、人が通過するシーンで、断片が徐々に大きくなり、最終的に向こう側の世界へ踏み出すというイメージがあったためである。
当初フレームストアは第4章の制作にも参加することを告知していたが、結局制作に参加することはなかった。代わりに第4章と第5章の視覚効果を担当したのはThe Millであった。ヘインズによれば、制作陣がThe Millを採用したのは、The Millが高精細度ビデオでの撮影に長けていたためであった。『プライミーバル』の人形やアニマトロニクスを含む操演は、かつて『ウォーキングwith』シリーズや『プレヒストリック・パーク 〜絶滅動物を救え!〜』でインポッシブル・ピクチャーズと共同制作を行ったCrawley Creaturesが担当した。

### 音楽
『プライミーバル』第1章から第3章までの主作曲家はドミニク・シェラーであった。シェラーはトラックの作曲に10日を費やし、録音して各エピソードのためにミックスすることにさらに3日を費やした。彼は電子音楽と伝統的なオーケストラのハイブリッドである音楽を作ることを選択したが、これについて舞台の都市性と登場人物の態度が影響を与えたとコメントしている。シェラー曰く、CGIを用いる番組の特性上生物のスコアのテーマは不完全なイメージに基づくことが多く、創造的な挑戦だったという。彼は生物の絵や監督の説明だけでその生物の感触を掴めることもあると述べ、また最終的な外見や質感が音楽に大きな影響を与えることがあると述べた。『プライミーバル』のテーマ曲の作曲にあたり、テーマ曲が人類が太古の過去と繋がるという重大な機会を反映していること、また生物そのものが危険かつ素晴らしいという威厳、および冒険が中心であることをシェラーは主張した。第1章のためのシェラーのオリジナルのスコアは75分に及び、これは2011年9月20日にCDとデジタルでリリースされた。タイトルはPrimeval: Original Television Soundtrackであった。
第3章では、シェラーのテーマに合わせてジェームズ・ハニガンが新たな音楽を書き下ろした。また、第1章と第2章では、アンガス・モンクリフがオーケストレーター、シンセプログラマー、トランペット奏者を務めた。彼は第3章の4話分で35から40分の新曲の作曲、制作、ミキシングも担当した。第4章と第5章ではスティーヴン・マッケオンが主作曲者を担当した。

### クリーチャーデザイン
『プライミーバル』に登場した先史時代の生物は根本から科学に根差しているが、意図的に完全には科学的に正確なものではないように設定されており、よく大きさが誇張され、より恐ろしく見えるようにされている。映画的な観点から、現実の動物よりも知能を高く設定し、肉食動物が誰をどう襲うかを決定するなど、より個性を付与することもよく行われた。科学的な厳密性に拘泥せず、むしろ科学を創造的思考のためのインスピレーションに用いるという決定は、『ウォーキングwith』シリーズで科学的厳密性を追求せざるを得なかったヘインズがそうした制約から解放されたかったためになされたものである。具体的な架空のデザインとしては、ゴルゴノプスの発達した犬歯が2本ではなく4本になっている点が挙げられる。現実の先史時代の生物に加え、『プライミーバル』には複数の架空の生物も登場しており、その中には未来生物もいる。未来の動物を登場させるという決定は第1章のプリプロダクションでなされたものであり、時空の亀裂が過去と現代を接続するのであれば論理的に現在と未来を繋げることもあるという考えに基づいている。『プライミーバル』で最も象徴的な未来生物は、繰り返し登場している未来の捕食動物であり、これは巨大な地上棲の捕食性のコウモリである 。
架空のデザインに改造されているものの、先史時代の生物はほとんどの場合で実際の生物に酷似している。これはデザイン上の判断というだけでなくアニメーターの作業効率を考えた判断でもあり、実際の生物の方が架空生物よりも簡単に生体力学を解明して説得力のあるアニメーションにできることが多いためである。また、生物の行動や能力を決定するために、登場する動物の科学的な仮説も往々にして用いられた。例えば、テロケファルス類のある属には毒があった可能性があり、これは『プライミーバル』に登場した有毒のテロケファルス類の基礎として用いられた。
生物のモデルを作成する過程には最初にコンセプトアートワークを製作する必要があり、ダレン・ホーレイは数多くの生物のコンセプトアートワークをデザインした。ホーレイはITVにより番組が委託される前という非常に初期の段階からプロジェクトに参加しており、ヘインズがBBCに提出したCutter's Bestiaryの初稿のためのコンセプトスケッチを製作した。また、ホーレイは完成したモデルのテクスチャマップもデザインした。彼のデザインは引き続き使用されたが、彼は第3章を最後に『プライミーバル』での作業を中止した。
ホーレイがコンセプトアートワークを作成した後、そのデザインに基づいて彫刻家が粘土でマケット（模型）を製作した。これらは高解像度のレーザースキャナーでコンピューターに取り込まれた。

## エピソードリスト
サブタイトルは日本に輸入された際に命名されたものであり、第1章から第3章まではNHK、第4章以降はhuluによる。

### 第1章
| 話数  | エピソードタイトル | 初回放送日                                     | メインの生物                                     | 脚本                              | 監督               |
| ----- | ------------------ | ---------------------------------------------- | ------------------------------------------------ | --------------------------------- | ------------------ |
| 第1話 | 太古への扉         | 2007年2月10日（イギリス） 2009年1月2日（日本） | ゴルゴノプス類 スクトサウルス コエルロサウラヴス | エイドリアン・ホッジス            | シーラ・ウェアー   |
| 第2話 | 恐怖の巨大グモ     | 2007年2月17日（イギリス） 2009年1月2日（日本） | 巨大グモ アースロプレウラ                        | エイドリアン・ホッジス            | シーラ・ウェアー   |
| 第3話 | 海の怪物           | 2007年2月24日（イギリス） 2009年1月3日（日本） | モササウルス ヘスペロルニス                      | エイドリアン・ホッジス            | シーラ・ウェアー   |
| 第4話 | ドードーの悲劇     | 2007年3月3日（イギリス） 2009年1月3日（日本）  | ドードー 寄生虫                                  | リチャード・カーティ ベブ・ドイル | ジェイミー・ペイン |
| 第5話 | 空飛ぶ殺し屋       | 2007年3月10日（イギリス） 2009年1月4日（日本） | プテラノドン アヌログナトゥス                    | クリス・ラング                    | ジェイミー・ペイン |
| 第6話 | 未知なる獣         | 2007年3月17日（イギリス） 2009年1月4日（日本） | 未来の捕食動物 ゴルゴノプス類                    | エイドリアン・ホッジス            | ジェイミー・ペイン |

### 第2章
日本では、第1話「ラプトル襲撃」の放送日まで、第1章が1日1話ずつ放送された。第1章第6話「未知なる獣」と第2章第1話「ラプトル襲撃」が同日に放送された。
| 話数  | エピソードタイトル | 初回放送日                                      | メインの生物                                                 | 脚本                              | 監督               |
| ----- | ------------------ | ----------------------------------------------- | ------------------------------------------------------------ | --------------------------------- | ------------------ |
| 第1話 | ラプトル襲撃       | 2008年1月12日（イギリス） 2009年8月27日（日本） | ラプトル                                                     | エイドリアン・ホッジス            | ジェイミー・ペイン |
| 第2話 | オフィス街の霧     | 2008年1月19日（イギリス） 2009年9月3日（日本）  | 巨大ミミズ                                                   | エイドリアン・ホッジス            | アンドリュー・ガン |
| 第3話 | 森に潜む牙         | 2008年1月26日（イギリス） 2009年9月10日（日本） | スミロドン                                                   | リチャード・カーティ ベブ・ドイル | ジェイミー・ペイン |
| 第4話 | 水底に響く声       | 2008年2月2日（イギリス） 2009年9月17日（日本）  | 未来のサメ 未来の水生霊長類                                  | キャメロン・マカリスター          | ジェイミー・ペイン |
| 第5話 | 砂漠の遭難者       | 2008年2月9日（イギリス） 2009年9月24日（日本）  | 巨大サソリ                                                   | ベン・コート キャロライン         | アンドリュー・ガン |
| 第6話 | 罠                 | 2008年2月16日（イギリス） 2009年10月1日（日本） | コロンビアマンモス 未来の捕食動物                            | ポール・コーネル                  | ニック・マーフィー |
| 第7話 | 陰謀の果て         | 2008年2月23日（イギリス） 2009年10月8日（日本） | 未来の捕食動物 スミロドン 巨大サソリ スクトサウルス ラプトル | エイドリアン・ホッジス            | ニック・マーフィー |

### 第3章
第3章はNHK総合での放送とBSでの一挙放送があったため、併記する。
| 話数   | エピソードタイトル | 初回放送日                                                            | メインの生物                                                              | 脚本                                        | 監督                         |
| ------ | ------------------ | --------------------------------------------------------------------- | ------------------------------------------------------------------------- | ------------------------------------------- | ---------------------------- |
| 第1話  | ナイルの魔獣       | 2009年3月28日（イギリス） 2010年7月11日（NHK総合） 2010年8月2日（BS） | プリスティカンプサス                                                      | スティーブ・バイリー                        | トニー・ミッチェル           |
| 第2話  | 幽霊の棲む館       | 2009年4月4日（ITV） 2010年7月18日（NHK総合） 2010年8月2日（BS）       | カムフラージュビースト                                                    | ジェームズ・モーラン                        | シーラ・ウェアー             |
| 第3話  | 奇襲               | 2009年4月11日（ITV） 2010年7月25日（NHK総合） 2010年8月3日（BS）      | ディイクトドン                                                            | マイク・カレン                              | トニー・ミッチェル           |
| 第4話  | Gレックス暴走      | 2009年4月18日（ITV） 2010年8月1日（NHK総合） 2010年8月3日（BS）       | ギガノトサウルス                                                          | ポール・マウスレイ                          | マーク・エベレスト           |
| 第5話  | カビ人間の脅威     | 2009年4月25日（ITV） 2010年8月22日（NHK総合） 2010年8月4日（BS）      | 殺人カビ                                                                  | キャサリン・リンストラン ポール・マウスレイ | マーク・エベレスト           |
| 第6話  | 災いの使者         | 2009年5月2日（ITV） 2010年9月5日（NHK総合） 2010年8月4日（BS）        | フォルスラコス科                                                          | ポール・フォーレル                          | シーラ・ウェアー             |
| 第7話  | ドラゴンと騎士     | 2009年5月9日（ITV） 2010年9月12日（NHK総合） 2010年8月4日（BS）       | ドラコレックス                                                            | アンドリュー・ロッテンバリー                | リチャード・カーソン・スミス |
| 第8話  | 絶望の世界         | 2009年5月16日（ITV） 2010年9月19日（NHK総合） 2010年8月5日（BS）      | メゴプテラン 未来の捕食動物                                               | キャメロン・マカリスター                    | リチャード・カーソン・スミス |
| 第9話  | 未来から来た女     | 2009年5月23日（ITV） 2010年9月26日（NHK総合） 2010年8月5日（BS）      | エンボロテリウム 未来の捕食動物                                           | ポール・フォーレル                          | マシュー・トンプソン         |
| 第10話 | サイト333          | 2009年6月6日（ITV） 2010年10月3日（NHK総合） 2010年8月4日（BS）       | メゴプテラン 未来の捕食動物 ラプトル アウストラロピテクス・アファレンシス | スティーブ・バイリー                        | マシュー・トンプソン         |

### 第4章
第4章からは日本でテレビ放送されていない。放送日はイギリスのものだけを指す。
| 話数  | エピソードタイトル   | 初回放送日    | メインの生物     | 脚本                                  | 監督               |
| ----- | -------------------- | ------------- | ---------------- | ------------------------------------- | ------------------ |
| 第1話 | 偶然の帰還           | 2011年1月1日  | スピノサウルス   | ポール・モウスリー                    | マーク・エベレスト |
| 第2話 | 闇に潜む恐怖         | 2011年1月2日  | カプロスクス     | スティーブ・バイリー                  | マーク・エベレスト |
| 第3話 | ファイアウォール     | 2011年1月8日  | ツリークリーパー | デビー・オタス                        | シーラ・ウェアー   |
| 第4話 | ダイナソー・スクール | 2011年1月15日 | テロケファルス   | ポール・ジャスティンバーガー          | シーラ・ウェアー   |
| 第5話 | 伝説の怪物           | 2011年1月22日 | 迷歯類           | エイドリアン・ホッジス ジョン・フェイ | ロバート・クイン   |
| 第6話 | ジェニーの結婚       | 2011年1月29日 | ヒエノドン       | マシュー・パークヒル                  | ロバート・クイン   |
| 第7話 | それぞれの使命       | 2011年2月5日  | フォルスラコス科 | ポール・マウスリー                    | マーク・エベレスト |

### 第5章
| 話数  | エピソードタイトル   | 初回放送日    | メインの生物                      | 脚本                                        | 監督               |
| ----- | -------------------- | ------------- | --------------------------------- | ------------------------------------------- | ------------------ |
| 第1話 | 新しい夜明け         | 2011年5月24日 | 巨大甲虫                          | クリス・ラング                              | マーク・エベレスト |
| 第2話 | 震える海             | 2011年5月31日 | プリオサウルス 獣脚類             | スティーブ・バイリー                        | ロバート・クイン   |
| 第3話 | ロンドン連続殺人事件 | 2011年6月7日  | ラプトル                          | ポール・マウスリー ギャビー・アシュハー     | ロバート・クイン   |
| 第4話 | 生存率ゼロ           | 2011年6月14日 | 未来の甲虫                        | ヘレン・レイナー                            | ロバート・クイン   |
| 第5話 | 終焉のはじまり       | 2011年6月21日 | ツリークリーパー ティラノサウルス | ミッチェル・A・ウォーカー                   | シーラ・ウェアー   |
| 第6話 | 希望の光             | 2011年6月28日 | 未来の捕食動物                    | エイドリアン・ホッジス スティーブ・バイリー | シーラ・ウェアー   |

## 評価と遺産

### 批評家の評価
『プライミーバル』はその初放送の間に熱狂的な反応を受け、批評家と視聴者の両方にヒットした。また、シリーズは世界的なオーディエンスに対しても成功をおさめ、30か国を超える国々で放送された。例えば、特に人気のあった国としてはアメリカ合衆国と大韓民国がある。『プライミーバル』は番組がそうでないものに偽装しないことが賞賛され、また古典的なSFへのオマージュも評価された。後のコメンテーターには『プライミーバル』がそのポテンシャルを完全に実現することは出来なかったと見る者もいたが、本シリーズは最高傑作のイギリスSF作品の1つとして記憶されており、カルトシリーズとして説明されることもよくある。
第1章の登場人物が十分に洗練されたものではなく脚本のいくつかも陳腐であるとする批評家も居たが、『プライミーバル』は『ドクター・フー』の盗作という初期の批判を覆し、本作が独自のものであるという賛同を得ることに成功した。第1章はその全体的なストーリーアーク、および繰り返しの無いことが賞賛された。特殊効果の質に関する意見は分かれた。Film School Rejects のロブ・ハンターはシリーズを高く評価し、「『Xファイル』以来の最高の週替わりの怪物番組」と評価した。第2章の評価について第1章よりも低調であり、第1章と比較した際の効果の高低、登場人物や脚本の洗練性については意見が割れた。第2章後半、特に二部作のフィナーレについては、普遍的に肯定的な評価が得られた。
『プライミーバル』の第3章は高く評価された。批評家は第3章の話数が多かったために広大な特徴づけと登場人物の洗練が可能になったと結論し、スリルとサスペンスの感覚が増し、登場人物の動きに連続性が生じ、拡張された中心の物語も良いとした。ジョン・パートウィーがドクター役を演じていた頃の『ドクター・フー』（1970年 - 1974年）と比較し、変化するチームのダイナミクスを好意的に解釈する批評家もおり、『プライミーバル』で最も優れた年であったと考える者もいた。対照的に、第4章の評価は割れており、新たな登場人物の導入や￥、中心となるストーリーアークの速度、およびその解決方法が批判された。第4章の効果はそれまでの『プライミーバル』で最高という評価を受けた。第5章は『プライミーバル』が「高らかに去っていく」として批評家から賞賛された。特に称賛を浴びたのは最後の2エピソードであった。

### 批判
『秘密情報部トーチウッド』や『ドクター・フー』の製作総指揮を務めていたラッセル・T・デイヴィスは、2007年に『プライミーバル』の第1章が放送された後、内容自体は素晴らしいものであると賞賛しつつ、キャストが白人のみで構成されている点を批判した 。しかし、デイヴィスの批判には反発もあった。これは、彼が当時『ドクター・フー』第3シリーズにシリーズ史上初となる黒人のレギュラーコンパニオンとなるマーサ・ジョーンズ役でフリーマ・アジェマンをキャスティングしたばかりであることと、同様の指摘が過去の『ドクター・フー』の歴史にも当てはまってしまうことによる。WhatCultureでの『プライミーバル』第4章第1話のレビューに際し、ダン・オーウェンもまた『プライミーバル』のキャストに人種的な多様性がないことを指摘し、また敵であるフィリップ・バートンをスーダン生まれのアレクサンダー・シティグが演じることについてステレオタイプのアジア人の悪役として描写されることを危惧した。しかし、シティグの演技は後に称賛を浴び、批評家からは「あまりにも多くのクリシェを避けた」と評価された。『プライミーバル』第2章にキャスティングされたナオミ・ベントリーは、第2章を通して隠れた敵であることが明かされた。第3章ではライラ・ロスが演じる非白人の主要人物が登場したが、第4章と第5章の撮影期間が長かったためロスがシリーズに復帰することはなかった。
『プライミーバル』は、女性キャラクターの描写についても批判を浴びることがあった。Strange Horizonsでの第1章のレビューにおいて、イアイン・クラークは最終的に男性が女性を救う形になるように女性キャラクターの強さが調整されていると批判した。彼はヘレン・カッターが自立した興味深く強い存在であると認めつつ、好きになるのが難しい存在として描かれていることを指摘した。第1章はハンナ・スピアリットが下着を晒す場面がプロットに数多くある点も批判を受けた。スピアリットによれば、それらのシーンは1つのブロックで撮影された後に第1章全体に拡散された。そういったシーンが数多く存在する点には両プロデューサーも衝撃を受け、後のシリーズでそういったシーンが撮影されることはなくなった。スピアリットの演じたアビー・メイトランドと、ルース・ブラッドリーの演じたエミリー・マーチャントは、共に後のシリーズで強力な女性キャラクターとしてより肯定的に受け入れられた。

### 視聴者数
『プライミーバル』のレーティングは良い水準でほぼ安定していた。第1章第1話「太古への扉」の視聴者数は700万人を超え、ITVでの『プライミーバル』のスロットの通常の視聴者数を100万人以上上回った。ITVが『プライミーバル』を委託したのは『ドクター・フー』の成功ゆえであり、複数のコメンテーターもITVがライバルシリーズの制作を試みていることを考えていたが、『プライミーバル』のキャストとクルーは『ドクター・フー』の競合相手としてシリーズを心に描いてはいなかった。2007年のインタビューにてダグラス・ヘンシュオールは、『プライミーバル』のフォーマットが完全に異なることを指摘し、『ジュラシック・パーク』や『インディ・ジョーンズ』シリーズの影響を受けながら、むしろ『特攻野郎Aチーム』になぞらえた。2021年のインタビューでは、ヘンシュオールは『ドクター・フー』を打倒することは不可能だったと述べ、ホッジスもそれに同調した。ホッジスは、もし『ドクター・フー』を打倒できればそれは偉業であるが、ただ「上手くやりたかっただけ」だったと語った。ヘインズ曰く、『プライミーバル』はベーオウルフやシンドバッドのような著名な題材が存在しなかったため、テレビ放送に漕ぎ着けることができたのは幸運であった。また、『ドクター・フー』新シリーズと競合する時期に放送されており、時間帯が近ければ視聴者を奪われることもあった。ヘンシュオールはこの点を根拠に、『プライミーバル』はもう5年遅くNetflixなどストリーミングサービスが発達した時代に放送すべきだったと主張し、ホッジスも予算の多少を理由に同様の主張をした。
第3章の平均視聴者数は1エピソードあたり約500万人であった。第1章および第2章と比較するとこの値はやや下がったものであるが、コメンテーターとITV自体はこの数字をまだ成功した範疇として考えていた。打ち切りと復活の後に制作されたシリーズでは、視聴者数はより深刻に落ち込んだ。第4章の視聴者数は約400万人であり、幾分下落したものと考えられた。Watchで放送された第5章の平均は約50万人であった。地上波であるITVでの放送と比較すれば絶対数は少ないが、他のデジタルチャンネルと比較すれば成功した部類であり、むしろ『プライミーバル』はその年のWatchで最大視聴者数の番組となった。なお、ITVでの第5章第6話「希望の光」の視聴者数は138万人であり、『プライミーバル』史上最低視聴者数であった。
| Series | Series | エピソード番号 | エピソード番号 | エピソード番号 | エピソード番号 | エピソード番号 | エピソード番号 | エピソード番号 | エピソード番号 | エピソード番号 | エピソード番号 | 平均 |
| Series | Series | 1              | 2              | 3              | 4              | 5              | 6              | 7              | 8              | 9              | 10             | 平均 |
| ------ | ------ | -------------- | -------------- | -------------- | -------------- | -------------- | -------------- | -------------- | -------------- | -------------- | -------------- | ---- |
|        | 1      | 7.09           | 6.29           | 6.17           | 5.81           | 6.46           | 6.52           | N/A            | N/A            | N/A            | N/A            | 6.39 |
|        | 2      | 6.32           | 6.05           | 6.27           | 6.39           | 6.33           | 6.44           | 6.20           | N/A            | N/A            | N/A            | 6.29 |
|        | 3      | 5.89           | 4.94           | 3.28           | 4.97           | 5.20           | 5.27           | 5.34           | 5.13           | 4.97           | 4.95           | 4.99 |
|        | 4      | 4.45           | 3.29           | 4.17           | 4.15           | 4.21           | 3.83           | 4.09           | N/A            | N/A            | N/A            | 4.03 |
|        | 5      | 2.55           | 1.77           | 1.85           | 1.59           | 1.79           | 1.38           | N/A            | N/A            | N/A            | N/A            | 1.82 |

### 賞
| 年   | 賞                         | 部門 | 結果       | 出典    |
| ---- | -------------------------- | --- | ---------- | ------- |
| 2007 | TV Quick Award             | Best New Drama                                                                                                  | ノミネート | [ 118 ] |
| 2008 | サテライト賞               | Best Television Series, Drama                                                                                   | ノミネート | [ 118 ] |
| 2008 | 視覚効果協会賞             | Outstanding Performance by an Animated Character in a Live Action Broadcast Program, Commercial, or Music Video | ノミネート | [ 118 ] |
| 2009 | 英国アカデミー賞テレビ部門 | Best Visual Effects                                                                                             | ノミネート | [ 118 ] |
| 2010 | サターン賞                 | Best DVD Television Release                                                                                     | ノミネート | [ 118 ] |

### イギリス以外での放送
カナダでは2007年4月4日、ドイツでは2008年6月11日に第1章第1話「太古への扉」が放送された。
アメリカにおいてはBBCアメリカで2008年8月9日、Syfyで2009年4月10日に第1章第1話が放送された。合衆国内での放送を皮切りに世界的に視聴者を拡大したとされる。

### 日本での放送
日本では2008年9月にNHKが第1章の放送権を得て、NHK総合にて『恐竜SFドラマ プライミーバル』という邦題で放送されることが10月17日に発表された。第1章の全6話が、2009年1月2日から4日にかけ、1日2話ずつ3日連続オンエアされた。第1章本編には登場しない恐竜の文字がタイトルに入っているが、視聴者にドラマの内容を分かりやすくするために内容を確認したうえであえて行ったという。
2009年8月7日から第1章、同年8月28日から第2章がNHKオンデマンドにて配信開始。また、8月24日にはテーマ曲が着信メロディとして配信された。
2009年8月27日から同年10月8日まで、同じくNHK総合とBSハイビジョンにて第2章がオンエアされた。地上波では、第2章の放送に先駆けて第1章の再放送が1日1話ずつ行われ、第2章第1話「ラプトル襲撃」は第1章第6話「未知なる獣」の3時間後に放送された。また、「ラプトル襲撃」の放送直前には特別番組「30分でわかる!プライミーバル」が放送された。
2010年1月、第1章と第2章の再放送および第3章の初放送が報じられた。第3章は2010年2月に「オレたち肉食男子?」というキャッチコピーと共に、古生物のみを登場させた日本語版ポスターが製作された。4月4日に始まった第1章と第2章の再放送を経て、第3章は7月11日にNHK総合で放送を開始した。放送時間は木曜日の20時から日曜日の朝へ変更され、10月3日まで放送された。また、8月1日から8月4日にかけてBSにて第3章が一挙放送された。なお、BS『Shibuya Deep A』では視聴者が第3章の吹替に挑戦する企画が行われた。
| NHK総合 ドラマ8                                 | NHK総合 ドラマ8                   | NHK総合 ドラマ8          |
| 前番組                                          | 番組名                            | 次番組                   |
| ----------------------------------------------- | --------------------------------- | ------------------------ |
| ふたつのスピカ                                  | 恐竜SFドラマ プライミーバル 第2章 | ROMES/空港防御システム   |
| 日曜10:50枠                                     |                                   |                          |
| 恐竜SFドラマ プライミーバル 第1・2章 （再放送） | 恐竜SFドラマ プライミーバル 第3章 | わたしが子どもだったころ |

第4章および第5章は日本国内では放送されていないが、Huluなどで全5シリーズの日本語字幕版が提供されている。Huluでの配信はBBCとのパートナーシップによるものであり、2012年2月17日に配信決定が報じられた。2019年9月8日には日本テレビ『Hulu傑作シアター』で「太古への扉」が放送され、約9年ぶりの地上波放送となった。

## 他媒体

### 書籍
『プライミーバル』はオリジナル小説がリリースされている。オリジナル小説に登場する調査チームはテレビシリーズのアピソードの間の時系列上に位置しており、場所とシチュエーションは新たなものが用意されている。また、そのストーリー展開は予算の都合上テレビシリーズでは実現できなかったものであった。小説 Extinction Event がその例であり、テレビシリーズの物語に壊滅的な打撃を与えないよう、全体的な連続性に注意を払いながら執筆された。

### ジュラシック・ニューワールド
2011年9月15日、『プライミーバル』のカナダ版スピンオフ『ジュラシック・ニューワールド』がカナダのテレビチャンネルスペースで放送されることが明かされた。『ジュラシック・ニューワールド』はオムニ・フィルム・プロダクションとインポッシブル・ピクチャーズ、およびベル・メディアとの共同制作であった。制作はブリティッシュコロンビア州のバンクーバー島で2011年冬に開始された。物語はオリジナルシリーズから続いていないものの、世界設定は共有されており、カメオ出演もある。また、オリジナルの『プライミーバル』よりも暗く、年上向けで、怖ろしい作風が目指された。『ジュラシック・ニューワールド』は1シリーズ13エピソードを放送した後、レーティングが芳しくなかったことを踏まえて打ち切られた。

### 映画化
2009年5月15日、『プライミーバル』をアメリカで映画化する計画が告知され、ワーナー・ブラザースは6桁の契約で映画化の権利を獲得したと報じた。『ジュラシック・パーク』の恐竜要素と『LOST』のタイムトラベル要素を結び付けたものとして発表され、アキヴァ・ゴールズマンとケリー・フォスターにより制作される予定であった。脚本はジェフ・ピンクナーによる執筆が予定され、ヘンズとホッジスはその脚本の内容によっては決定をキャンセルする権利を保有した。テレビシリーズと異なり、映画版はアメリカ合衆国を舞台にする予定であり、オリジナルシリーズのテーマとアイディアに基づいて独自の路線を歩むものとされていた。登場人物は全て新キャラクターとして予定されていたが、オリジナルシリーズの登場人物と類似する役割を担い、原作キャラクターと対応する予定であった。ワーナー・ブラザースによると2010年に制作開始予定であったが、脚本は2011年段階でいまだ改稿中であった。最終的に、実現には至っていない。

### 他の商品
Cubicle 7は2011年5月11日に『プライミーバル』の第1章から第3章に基づくロールプレイングゲームをリリースした。これにはギャレス・ハンラハンが執筆した288ページのルールブックが付属した。2013年12月18日には、第4章に基づき、128ページの本と共に拡張版 Companion がリリースされた。Companion の拡張版である Evolution は第5章を原作としており、2014年7月2日にリリースされ、128ページの本が付属した。